# SuperTalent

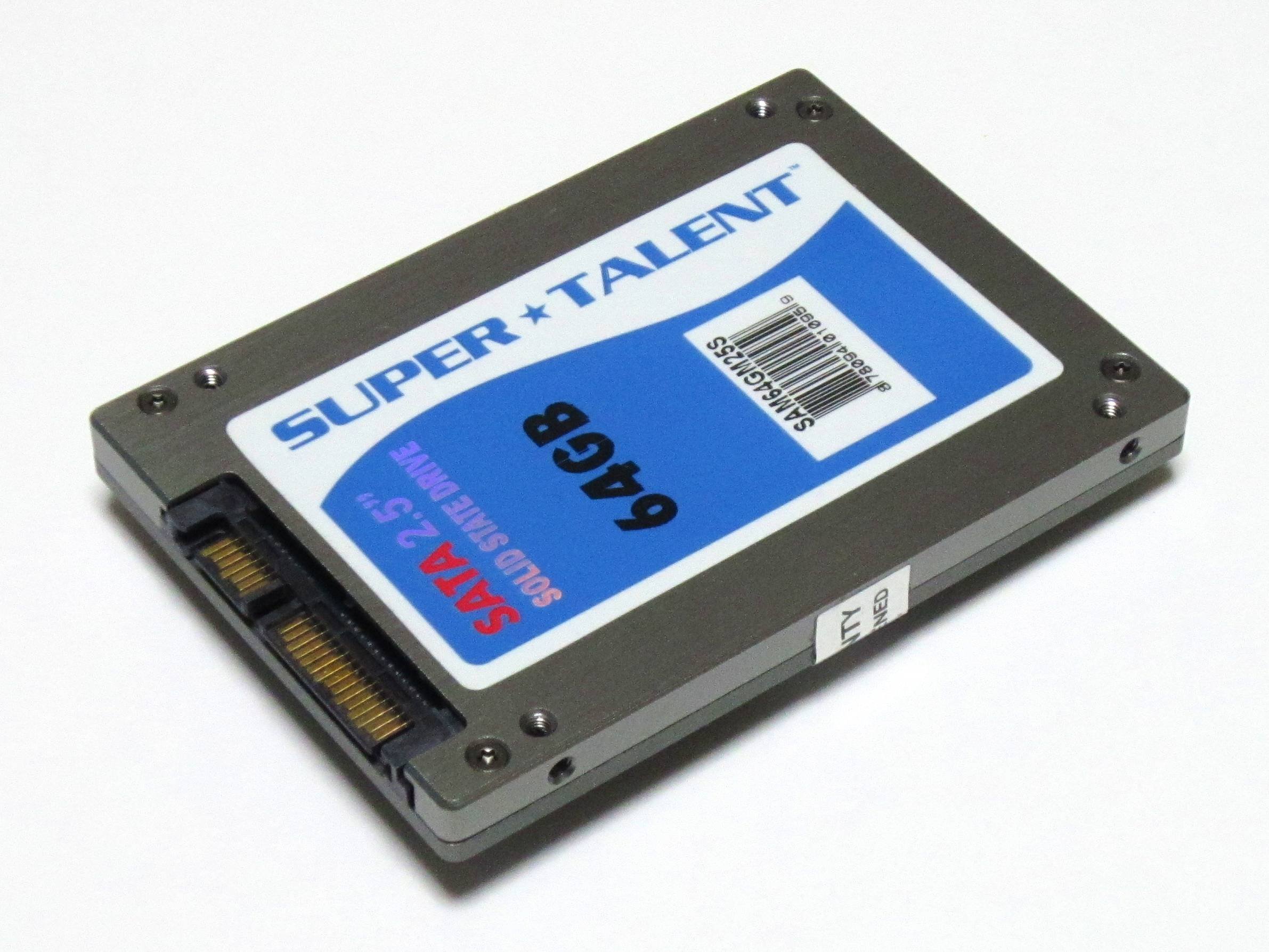
Super Talent là một tập đoàn công nghệ Mỹ trong lĩnh vực nghiên cứu, thiết kế và sản xuất bộ nhớ RAM

Super Talent là một tập đoàn công nghệ Mỹ trong lĩnh vực nghiên cứu, thiết kế và sản xuất bộ nhớ RAM và các thiết bị lưu trữ dạng Flash cho các máy tính và sản phẩm điện tử dân dụng. Các sản phẩm bộ nhớ RAM của Super Talent hiện nay tập trung vào các dòng bộ nhớ DDR, DDR2, DDR3 và dòng bộ nhớ máy tính cao cấp có đệm (fully buffered DIMM). Các sản phẩm lưu trữ Flash bao gồm các ổ đĩa cứng dạng Flash, thẻ nhớ và đĩa nhớ Flash chuẩn USB. Trụ sở chính của Super Talent ở tại San Jose, California cũng là nơi đặt toàn bộ dây chuyền nghiên cứu, thiết kế và sản xuất sản phẩm RAM và Flash disk của Super Talent với công suất 2,4 triệu sản phẩm/tháng.
Super Talent là đối tác chính thức của Intel, AMD, Apple; là thành viên quan trọng của các tổ chức tiêu chuẩn quốc tế JEDEC và ONFI
Tại Việt Nam, các sản phẩm Super Talent được phân phối độc quyền chính thức qua Công ty TNHH Tầm nhìn Sáng tạo (Inventional Vision Limited Company - Invento Co. Ltd).